# قاسم خليل
قاسم خليل هو سياسي عراقي شغل منصب وزير المعارف في وزارة نور الدين محمود للفترة من 23 تشرين الثاني 1952 إلى 22 كانون الثاني 1953 م.